# Список послов России в Грузии
В статье представлен список полпредов РСФСР и послов России в Грузии.

## Хронология дипломатических отношений
- 1 июля 1992 года[1] — установление дипломатических отношений на уровне посольств.
- 2 сентября 2008 года — отношения прекращены правительством Грузии.

## Список послов
| Срок полномочий                    | Посол                           | Годы жизни | Вручение верительных грамот |
| ---------------------------------- | ------------------------------- | ---------- | --------------------------- |
| РСФСР                              |                                 |            |                             |
| 29 мая 1920 — сентябрь 1920        | Сергей Миронович Киров          | 1886—1934  |                             |
| Сентябрь 1920 — 25 февраля 1921    | Арон Львович Шейнман            | 1886—1944  |                             |
| Март 1921 — 1922                   | Борис Васильевич Легран         | 1884—1936  |                             |
| Российская Федерация               |                                 |            |                             |
| 24 октября 1992 — 21 сентября 1996 | Владимир Васильевич Земский     | 1939—2004  |                             |
| 21 сентября 1996 — 24 августа 2000 | Феликс Иосифович Станевский     | 1937—      |                             |
| 24 августа 2000 — 31 октября 2002  | Владимир Викторович Гудев       | 1940—2022  | 21 октября 2000             |
| 31 октября 2002 — 7 июля 2006      | Владимир Ираклиевич Чхиквишвили | 1948—      | 27 февраля 2003             |
| 7 июля 2006 — 8 июля 2009          | Вячеслав Евгеньевич Коваленко   | 1946—      | 31 января 2007              |

### Список глав секции интересов России
| Срок полномочий              | Посол                          | Годы жизни | Комментарии |
| ---------------------------- | ------------------------------ | ---------- | ----------- |
| 5 марта 2009 — 2015          | Андрей Васильевич Смага        | 1953—      |             |
| 2015 — 2016                  | Вадим Николаевич Горелов       | 1962—      |             |
| 25 мая 2017 — декабрь 2020   | Евгений Иванович Конышев       | 1955—2022  |             |
| 10 января 2021 — апрель 2025 | Дмитрий Александрович Трофимов | 1964—      |             |
| 2 июня 2025 — наст. время    | Дмитрий Александрович Олисов   | 1980—      |             |